# Poospiza thoracica
Poospiza thoracica là một loài chim trong họ Thraupidae.